# Hidaka Noritaka
Hidaka Noritaka (Tokió, 1947. május 29. –) japán válogatott labdarúgó.

## Nemzeti válogatott
A japán válogatottban 4 mérkőzést játszott.

## Statisztika
| Japán válogatott | Japán válogatott | Japán válogatott |
| Időszak          | Mérk.            | gól              |
| ---------------- | ---------------- | ---------------- |
| 1972             | 1                | 0                |
| 1973             | 3                | 0                |
| Összesen         | 4                | 0                |